# Leitlack
Leitlack ist elektrisch leitfähiger Lack, der vor allem in der Elektronik zum Einsatz kommt.
Die elektrische Leitfähigkeit wird durch einen sehr hohen Anteil (bis zu 80 % und mehr) leitfähiger Füllmaterialien in der Lackmatrix erzeugt. Die einzelnen Körnchen stehen in Kontakt zueinander und ermöglichen so den Stromfluss.

## Zusammensetzung
Leitlack gibt es auf Basis von Silber- (Silberleitlack oder Leitsilber), Kupfer- (Kupferleitlack) und Graphitpartikeln (Graphitleitlack).
Die Binderkomponente kann ein einkomponentiger lösemittelhaltiger Lack oder ein Kunstharz (ein- oder zweikomponentig) sein. Insbesondere die Harze sind auch als Leitkleber verwendbar.

## Anwendungsgebiete

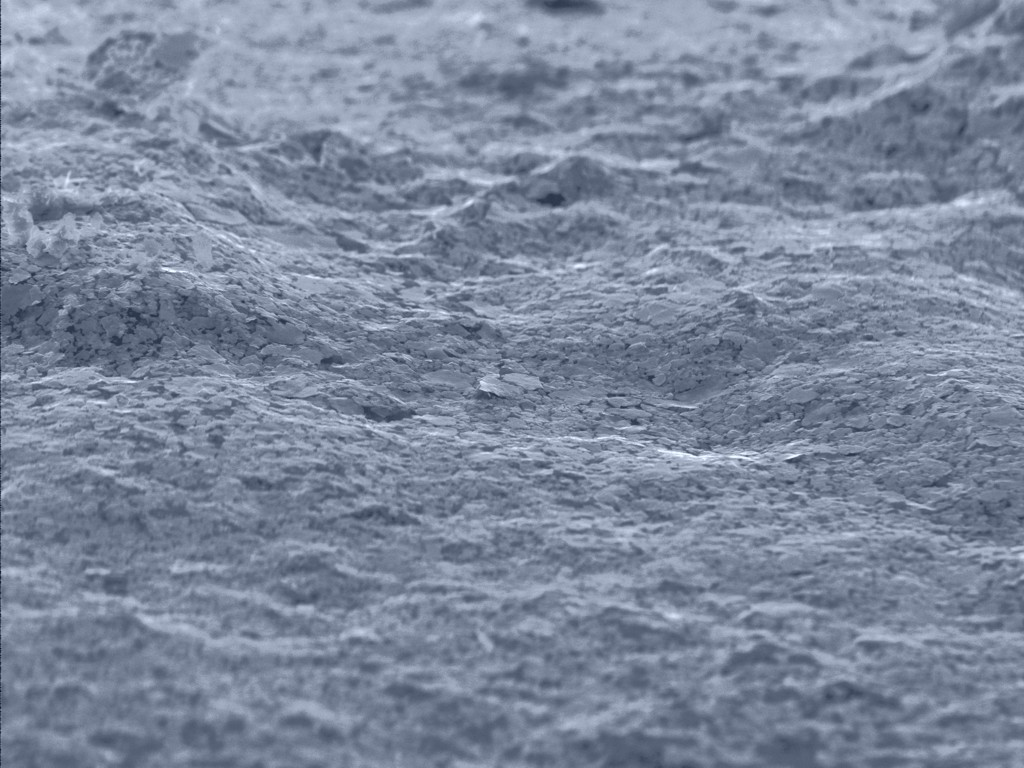
Getrocknete Schicht aus Leitsilber (REM-Bild). Einzelne Silberpartikel sind erkennbar.

Mit Leitlack kann man zum Beispiel defekte Leiterbahnen auf Leiterplatten reparieren, indem man diese wieder überbrückt bzw. verbindet. Das ist insbesondere bei gedruckten flexiblen Platinen hilfreich, jedoch nur für geringe Ströme geeignet. Der elektrische Flächenwiderstand einer getrockneten Schicht beträgt nach Herstellerangabe meist etwa 20 bis 100 mΩ. Zum Vergleich: Der Flächenwiderstand des Kupfers der Leiterplatte beträgt etwa 0,5 mΩ, ist also etwa zwei Größenordnungen geringer.
Auch kann man mit Leitlack defekte Heckscheibenheizungen von PKW reparieren.
Leitlack kann verwendet werden, um temperaturempfindliche elektronische Bauelemente zu kontaktieren und ist bei kleinen Strömen eine Alternative zum Löten.
Insbesondere silbergefüllte Leitlacke weisen neben der elektrischen auch eine hervorragende Wärmeleitfähigkeit auf. Dieser Effekt kann bei der Kühlkörpermontage auf Prozessoren und anderen Bauteilen mit hoher Verlustleistung genutzt werden, siehe auch Wärmeleitpaste.
Leitlacke werden zur Herstellung leitfähiger Beschichtungen, beispielsweise zur Abschirmung elektrischer Felder benutzt. Beispiele sind die Innenbeschichtungen von Kunststoffgehäusen elektronischer Geräte und Bauteile oder die Außenbeschichtung von Elektronenröhren.
Eine weitere industrielle Anwendung ist das Herstellen (Drucken) von Brücken auf (meist einlagigen) Leiterplatten, nachdem zuvor eine Isolierstoffschicht (Lötstopplack) auf die zu überwindende Leiterbahn aufgebracht wird.

## Quelle
1. ↑  Artikel Flächenwiderstand